# Spigelia linarioides
Spigelia linarioides är en tvåhjärtbladig växtart som beskrevs av A. Dc.. Spigelia linarioides ingår i släktet Spigelia och familjen Loganiaceae. Inga underarter finns listade i Catalogue of Life.